# 万川集海

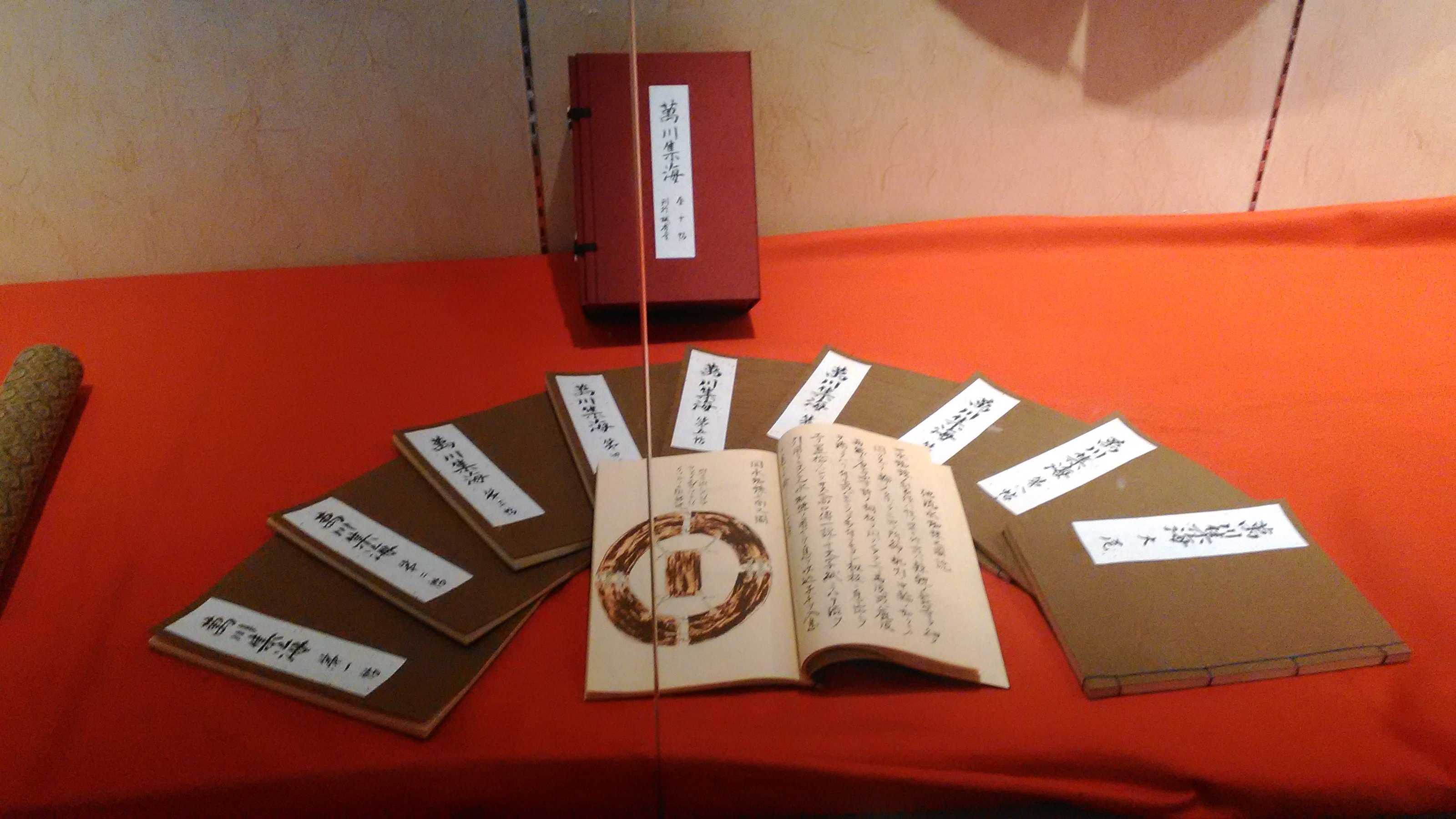
『万川集海』

『万川集海』（まんせんしゅうかい、ばんせんしゅうかい、旧字体表記：萬川集海）とは、江戸時代前期の日本の忍術伝書。伊賀国阿拝郡東湯舟村ひがしゆふねむら（現・三重県伊賀市東湯舟、旧・阿山郡鞆田村東湯舟）の郷士で、藤林長門守の子孫である、藤林左武次保武（ふじばやし さむじ やすたけ）（藤林保義）が、延宝4年（1676年）に著した。全22巻。
現存する忍術伝書の中では、藤林左武次保武の『萬川集海』（伊賀・甲賀49流派の集大成）、名取正澄（藤林正武）の『正忍記』（紀州流の伝書）、服部半蔵の『忍秘伝』（伊賀流・甲賀流の伝書）をもって「三大忍術伝書（三大忍書、忍術三大秘伝書、三大伝書）」という。

## 概要
延宝4年（1676年）丙辰 仲夏5月に藤林左武次保武による序があり、そこに書名は「細い川もたくさん集めれば海になる」という意味でつけられ、すべての忍術の流儀をまとめ上げたものである。
戦乱が落ち着いた江戸時代前期中庸に大成した忍術技術書で、伊賀・甲賀の古今49流派で一子相伝とされた忍書からの抜粋を体系的に集大成している。そのため、写本や類本が各流派に残されることとなった。写本は大原勝井家本などが今に伝わる。また、甲賀の大原数馬・上野八左衛門・隠岐守一郎らが寛政元年（1789年）4月に寺社奉行・松平輝延を通じて江戸幕府に献上した内閣文庫本が有名である。
信濃松代藩の史料がある真田宝物館でも、伊賀・甲賀と江戸幕府の所蔵以外で初めて写本が発見された。三重大学の山田雄司教授は、文武学校開設の基礎を築いた第8代松代藩主・真田幸貫が、剣術の師である兵学者・窪田清音の協力を得て、兵法書や万川集海など忍術書を集めたと推測している。

### 内容
総論的な「序」「凡例」「目録」「問答」を収めた1巻に次いで、「正心（せいしん）」2巻、「将知（しょうち）」4巻、「陽忍（ようにん）」3巻、「陰忍（いんにん）」5巻、「天時（てんじ）」2巻、「忍器（にんき）」5巻の、全22巻で構成されている。このうち、「正心」では、忍術の倫理的側面を強調し、仁義忠信を守るよう説いている。「忍器」では水蜘蛛など様々な忍器について、口伝の部分を除いて詳細に記している。また、これらに加えて「陰人ノ上手十一人」の記述もある。書中に「口伝あり」、「鍛錬によるべし」を一部残すが、技術を詳細に説明する方針が貫かれている。これらに、『忍術問答（由来之章）』『忍道梯階論（にんどうていかいろん）』『和漢忍利証語抄（わかんにんりしょうごしょう）』の3巻を付録させて完本としている。
| 巻     | 名称           | 篇     |  | 巻       | 名称            | 篇     |
| ------ | -------------- | ------ |  | -------- | --------------- | ------ |
| 第一巻 | 正心 上        | 正心篇 |  | 第十一巻 | 城営忍 上       | 陰忍篇 |
| 第二巻 | 正心 下        | 正心篇 |  | 第十二巻 | 城営忍 下       | 陰忍篇 |
| 第三巻 | 忍宝の事       | 将知篇 |  | 第十三巻 | 家忍の事        | 陰忍篇 |
| 第四巻 | 期約の事       | 将知篇 |  | 第十四巻 | 開戸の事        | 陰忍篇 |
| 第五巻 | 忍者招抱の次第 | 将知篇 |  | 第十五巻 | 忍夜討の事      | 陰忍篇 |
| 第六巻 | 不人謀の事 上  | 将知篇 |  | 第十六巻 | 上 遁甲日時の事 | 天時篇 |
| 第七巻 | 不人謀の事 下  | 将知篇 |  | 第十七巻 | 下 天文の事     | 天時篇 |
| 第八巻 | 上 這入の事    | 陽忍篇 |  | 第十八巻 | 登器            | 忍器篇 |
| 第九巻 | 中 近入の事    | 陽忍篇 |  | 第十九巻 | 水器            | 忍器篇 |
| 第十巻 | 下 見利の事    | 陽忍篇 |  | 第廿巻   | 開器            | 忍器篇 |
|        | 見分の事       | 陽忍篇 |  | 第廿一巻 | 火器 一         | 忍器篇 |
|        | 間見の事       | 陽忍篇 |  | 第廿二巻 | 火器 二         | 忍器篇 |

- 野村ノ孫太夫
- 新堂ノ小太郎
- 楯岡ノ道順
- 下柘植ノ木猿
- 下柘植ノ小猿
- 音羽ノ城戸
- 山田ノ八右衛門
- 湯舟ノ藤林長門[要出典]
- 上野ノ左
- 高山ノ太郎四郎
- 高山ノ太郎左右門
- 喰代（ほおじろ）ノ百地丹波[要出典]

## 備考
巻第十三 隠忍三 に記されている身を隠す咒（じゅ）に「隠形之大事」があり、その横に梵語（サンスクリット）があるが、梵語を熟知している者が書いたとは思えない書であり、忍者が修験道に影響を受けつつも確実に理解していたとは言い切れないことが分かる。

## 文献
- 藤林保義『萬川集海　原書復刻版』石田善人 帙入、誠秀堂、滋賀県甲賀市甲賀町隠岐394、1975年（原著1676年）。全国書誌番号:71016243
- 藤林保義『万川集海  現代語　第四巻　陽忍篇』石田善人 監修、柚木俊一郎 訳註、誠秀堂、滋賀県甲賀市甲賀町隠岐394、1981年11月25日（原著1676年）。ISBN 978-4-915459-04-7。
- 藤林保義『完本 万川集海』中島篤巳 訳註、国書刊行会、2015年5月22日（原著1676年）。OCLC 910499261。ISBN 4-336-05767-2、ISBN 978-4-336-05767-9。[8]

## 関連作品
- 小池一夫（原作）、神崎将臣（作画）『萬川集海 1』小学館〈ビッグコミックス〉、1988年3月。OCLC 673410963。ISBN 4-09-181551-0、ISBN 978-4-09-181551-4。
  - 小池一夫（原作）、神崎将臣（作画）『萬川集海 2』小学館〈ビッグコミックス〉、1988年8月。OCLC 674690473。ISBN 4-09-181552-9、ISBN 978-4-09-181552-1。
- 河嶋陶一朗（著）、冒険企画局（著）、立川虫麻呂（イラスト）『シノビガミ・リプレイ戦 (1)  事無草、咲く』富士見書房〈富士見ドラゴンブック 433〉、2010年8月20日。OCLC 743316990。ISBN 4-8291-4590-0、ISBN 978-4-8291-4590-6。
  - 河嶋陶一朗（著）、冒険企画局（著）、立川虫麻呂（イラスト）『シノビガミ・リプレイ戦 (2)  妖狐、中天に舞う』富士見書房〈富士見ドラゴンブック 451〉、2011年1月20日。OCLC 698070841。ISBN 4-8291-4608-7、ISBN 978-4-8291-4608-8。